# Perle (album)
Perle è un album della cantautrice italiana Gianna Nannini, pubblicato nel 2004 dalla Polydor Records.

## Descrizione
L'album raccoglie brani editi della Nannini ma incisi con un nuovo arrangiamento costituito dalla sola presenza al pianoforte della Nannini e di Christian Lohr, anche co-produttore artistico del disco, e del quartetto d'archi Solis String Quartet. Le uniche eccezioni vengono fatte per il brano Aria, suonato dalla London Session Orchestra, e per California, suonato con strumenti tradizionalmente "rock". Alcuni accompagnamenti sono eseguiti dal "Coro Città di Milano".
L'unico brano inedito è la cover Amandoti scritta da Giovanni Lindo Ferretti, ex CCCP - Fedeli alla linea, e inserita in Epica etica etnica pathos del 1990.

## Tracce
1. Notti senza cuore - 4:15
2. Ragazzo dell'Europa - 4:26
3. Contaminata - 4:49
4. Amandoti (Ferretti, Zamboni) - 4:05
5. Profumo - 3:35
6. I maschi - 4:00
7. Aria - 3:48
8. Una luce - 3:17
9. California - 2:43
10. Latin Lover - 4:07
11. Meravigliosa creatura - 3:07
12. Amore cannibale - 5:47
13. Oh marinaio - 3:49

## Formazione
- Gianna Nannini - voce, pianoforte
- Christian Lohr - pianoforte, organo Hammond, tastiera, sintetizzatore, batteria
- Solis String Quartet - archi
- London Session Orchestra - (in Aria)
- Coro Città di Milano - cori

## Classifiche
| Classifica (2004) | Posizione massima |
| ----------------- | ----------------- |
| Germania          | 56                |
| Italia            | 4                 |
| Svizzera          | 22                |

### Classifiche di fine anno
| Classifica (2004) | Posizione |
| ----------------- | --------- |
| Italia            | 42        |
| Classifica (2007) | Posizione |
| Italia            | 54        |

## Promozione
| Video Promo | Singolo               | Radio Promo           | Data di uscita  | FIMI - Classifica Ufficiale Singoli |
| Amandoti    |                       | Amandoti              | 9 gennaio 2004  |                                     |
| Una luce    |                       |                       | 2004            |                                     |
|             | Meravigliosa creatura | Meravigliosa Creatura | 2 febbraio 2007 | # 1                                 |
|             | Aria                  | Aria                  | aprile 2007     |                                     |